# Coleophora gigantella
Coleophora gigantella é uma espécie de mariposa do gênero Coleophora pertencente à família Coleophoridae.